# Turbonilla castanea
Turbonilla castanea är en snäckart som först beskrevs av Keep 1887.  Turbonilla castanea ingår i släktet Turbonilla och familjen Pyramidellidae. Inga underarter finns listade i Catalogue of Life.